# Adãozinho
Adãozinho, właśc. Adão Nunes Dornelles (ur. 2 kwietnia 1923 w Porto Alegre, zm. 30 sierpnia 1991 tamże) – brazylijski piłkarz, występujący na pozycji napastnika.

## Kariera klubowa
Karierę piłkarską zaczął w klubie Diário Official F. C., gdzie grał w latach 1932–1942.
W 1943 przeszedł do SC Internacional. W klubie z Porto Alegre grał do 1951 roku. Podczas tego okresu sześciokrotnie zdobywał mistrzostwo stanu Rio Grande do Sul – Campeonato Gaúcho w 1943, 1944, 1945, 1947, 1948 i 1950. W 1951 roku przeszedł do CR Flamengo, w której grał do 1953. Z Flamengo zdobył zdobywał mistrzostwo stanu Rio de Janeiro – Campeonato Carioca w 1953 roku. W 1953 przeszedł do XV de Jaú, gdzie grał do końca kariery, którą zakończył w 1957 roku.

## Kariera reprezentacyjna
W reprezentacji Brazylii Adãozinho zadebiutował 4 kwietnia 1948 w meczu z reprezentacją Urugwaju, którego stawką było Copa Rio Branco 1948. Ostatni raz w reprezentacji wystąpił 11 czerwca 1950 w meczu z reprezentacją okręgu São Paulo. Miesiąc później był członkiem kadry canarinhos na mundialu 1950, na którym Brazylia wywalczyła wicemistrzostwo świata.